# Nicklas Bäckström
Nicklas Bäckström (ur. 23 listopada 1987 w Gävle) – szwedzki hokeista, reprezentant Szwecji, dwukrotny olimpijczyk.

## Kariera klubowa
- Gästrikland (2001-2003)
- Brynäs J18 (2002-2004)
- Brynäs J20 (2003-2006)
- Brynäs IF (2004-2007)
- Washington Capitals (od 2007)
  -  Dinamo Moskwa (2012-2013)

### Przebieg kariery
Wychowanek klubu Valbo AIF. Karierę zaczynał w szwedzkiej drużynie Brynäs IF, początkowo w drużynie juniorskiej, stopniowo coraz częściej zaczął pojawiać się w pierwszej drużynie klubu z Gävle. W drafcie NHL z 2006 został wybrany przez Washington Capitals z numerem czwartym (jest to czwarty najwyższy numer wśród szwedzkich hokeistów).
Od 20 października 2012 początku stycznia 2013 roku na okres lokautu w sezonie NHL (2012/2013) związany kontraktem z rosyjskim klubem Dinamo Moskwa (w klubie grał z numerem 99). W styczniu 2020 przedłużył kontrakt z Capitals o pięć lat.

## Kariera reprezentacyjna
W 2005 wystąpił w Mistrzostwach świata do lat 18, zdobywając brązowy medal. Następny rok był dla niego jeszcze bardziej udany. Następnie brał udział w Mistrzostwach Świata Juniorów do lat 20 w 2006 i 2007. W kwietniu 2006 zadebiutował w kwietniu w seniorskiej reprezentacji, a w maju odniósł swój największy dotychczasowy sukces w karierze reprezentacyjnej – złoty medal na Mistrzostwach świata 2006.
Uczestniczył w turniejach mistrzostw świata w 2006, 2007, 2008, 2012, 2017, zimowych igrzysk olimpijskich 2010, 2014, Pucharu Świata 2016. Podczas turnieju ZIO 2014 w Soczi nie wystąpił w meczu finałowym, jako że wcześniej kontrola medyczna wykazała w jego organizmie obecność niedozwolonego środka (prawdopodobnie zawartego w lekach antyalergicznych). Pomimo tego później został mu przyznany srebrny medal zdobyty przez reprezentację.

## Statystyki

### Klubowe
| 2002–03     | Brynäs IF           | J20         | 12  | 1   | 3   | 4   | 2   | 2   | 0  | 0  | 0  | 2  |
| 2003–04     | Brynäs IF           | J20         | 21  | 4   | 6   | 10  | 4   | 5   | 0  | 1  | 1  | 4  |
| 2004–05     | Brynäs IF           | J20         | 29  | 17  | 17  | 34  | 24  | –   | –  | –  | –  | –  |
| 2004–05     | Brynäs IF           | SEL         | 19  | 0   | 0   | 0   | 2   | –   | –  | –  | –  | –  |
| 2005–06     | Brynäs IF           | SEL         | 46  | 10  | 16  | 26  | 30  | 4   | 1  | 0  | 1  | 2  |
| 2005–06     | Brynäs IF           | J20         | –   | –   | –   | –   | –   | 1   | 0  | 0  | 0  | 2  |
| 2006–07     | Brynäs IF           | SEL         | 45  | 12  | 28  | 40  | 46  | 7   | 3  | 3  | 6  | 6  |
| 2007–08     | Washington Capitals | NHL         | 82  | 14  | 55  | 69  | 24  | 7   | 4  | 2  | 6  | 2  |
| 2008–09     | Washington Capitals | NHL         | 82  | 22  | 66  | 88  | 46  | 14  | 3  | 12 | 15 | 8  |
| 2009–10     | Washington Capitals | NHL         | 82  | 33  | 68  | 101 | 50  | 7   | 5  | 4  | 9  | 4  |
| 2010–11     | Washington Capitals | NHL         | 77  | 18  | 47  | 65  | 40  | 9   | 0  | 2  | 2  | 4  |
| 2011–12     | Washington Capitals | NHL         | 42  | 14  | 30  | 44  | 24  | 13  | 2  | 6  | 8  | 18 |
| 2012–13     | Dinamo Moskwa       | KHL         | 19  | 10  | 15  | 25  | 10  | –   | –  | –  | –  | –  |
| 2012–13     | Washington Capitals | NHL         | 48  | 8   | 40  | 48  | 20  | 7   | 1  | 2  | 3  | 0  |
| 2013–14     | Washington Capitals | NHL         | 82  | 18  | 61  | 79  | 54  | –   | –  | –  | –  | –  |
| 2014–15     | Washington Capitals | NHL         | 82  | 18  | 60  | 78  | 40  | 14  | 3  | 5  | 8  | 2  |
| 2015–16     | Washington Capitals | NHL         | 75  | 20  | 50  | 70  | 36  | 12  | 2  | 9  | 11 | 8  |
| 2016–17     | Washington Capitals | NHL         | 82  | 23  | 63  | 86  | 38  | 13  | 6  | 7  | 13 | 2  |
| 2017–18     | Washington Capitals | NHL         | 81  | 21  | 50  | 71  | 46  | 20  | 5  | 18 | 23 | 6  |
| NHL łącznie | NHL łącznie         | NHL łącznie | 815 | 209 | 590 | 799 | 418 | 116 | 31 | 67 | 98 | 54 |
| SHL łącznie | SHL łącznie         | SHL łącznie | 110 | 22  | 44  | 66  | 78  | 11  | 4  | 3  | 7  | 8  |

### Międzynarodowe
| Rok              | Drużyna          | Turniej          | Wynik                   | M  | G | A  | Pkt | Min |
| ---------------- | ---------------- | ---------------- | ----------------------- | -- | - | -- | --- | --- |
| 2005             | Szwecja          | MŚJ U18          | 3rd, bronze medalist(s) | 7  | 2 | 3  | 5   | 4   |
| 2006             | Szwecja          | MŚJ              | 5                       | 6  | 4 | 3  | 7   | 2   |
| 2006             | Szwecja          | MŚ               | 1st, gold medalist(s)   | 4  | 0 | 0  | 0   | 0   |
| 2007             | Szwecja          | MŚJ              | 4                       | 7  | 0 | 7  | 7   | 20  |
| 2007             | Szwecja          | MŚ               | 4                       | 9  | 1 | 5  | 6   | 4   |
| 2008             | Szwecja          | MŚ               | 4                       | 9  | 3 | 4  | 7   | 4   |
| 2010             | Szwecja          | IO               | 5                       | 4  | 1 | 5  | 6   | 0   |
| 2012             | Szwecja          | MŚ               | 6                       | 2  | 0 | 1  | 1   | 0   |
| 2014             | Szwecja          | IO               | 2nd, silver medalist(s) | 5  | 0 | 4  | 4   | 0   |
| 2017             | Szwecja          | MŚ               | 1st, gold medalist(s)   | 5  | 3 | 4  | 7   | 8   |
| Juniorskie razem | Juniorskie razem | Juniorskie razem | Juniorskie razem        | 20 | 6 | 13 | 19  | 26  |
| Seniorskie razem | Seniorskie razem | Seniorskie razem | Seniorskie razem        | 38 | 8 | 23 | 31  | 16  |

## Sukcesy

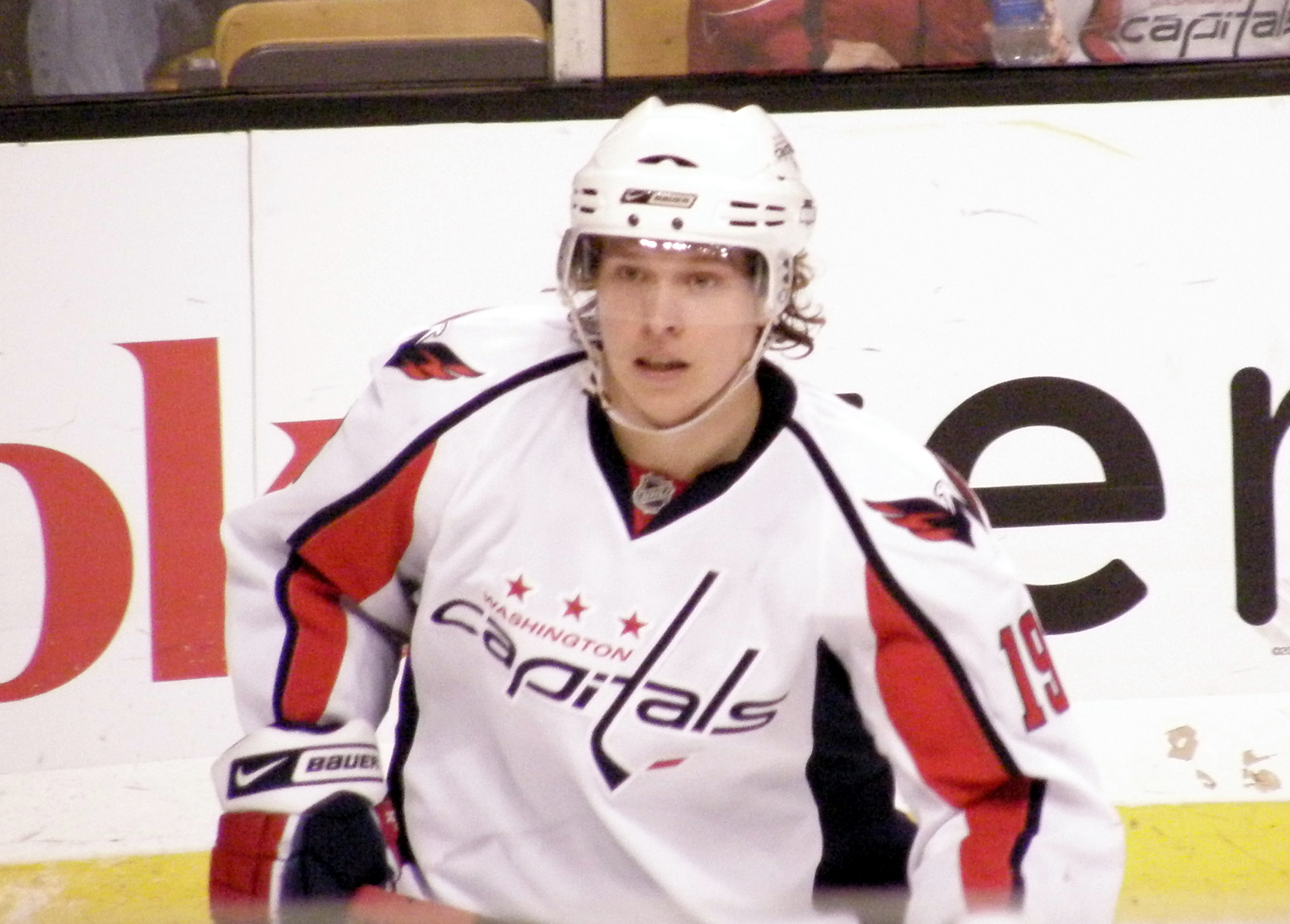
Nicklas Bäckström w barwach Washington Capitals (2009)

Reprezentacyjne
- Brązowy medal mistrzostw świata juniorów do lat 18: 2005
- Złoty medal mistrzostw świata: 2006, 2017
- Srebrny medal zimowych igrzysk olimpijskich: 2014

Klubowe
- Mistrzostwo dywizji NHL: 1989, 2000, 2001, 2008, 2009, 2010, 2011 z Washington Capitals
- Mistrzostwo konferencji NHL: 1998 z Washington Capitals
- Presidents’ Trophy: 2010 z Washington Capitals
- Puchar Stanleya: 2018 z Washington Capitals

Indywidualne
- Elitserien 2005/2006:
  - Pierwsze miejsce w klasyfikacji strzelców wśród juniorów: 10 goli
  - Pierwsze miejsce w klasyfikacji kanadyjskiej wśród juniorów
  - Najlepszy pierwszoroczniak sezonu Elitserien
  - Årets Junior – najlepszy szwedzki junior sezonu
- Elitserien 2006/2007:
  - Pierwsze miejsce w klasyfikacji kanadyjskiej wśród juniorów
  - Årets Junior – najlepszy szwedzki junior sezonu
- NHL (2007/2008):
  - NHL All-Rookie Team
  - NHL YoungStars Roster
- NHL (2008/2009):
  - Viking Award – nagroda dla najlepszego szwedzkiego zawodnika w lidze NHL
- Hokej na lodzie na Zimowych Igrzyskach Olimpijskich 2010:
  - Pierwsze miejsce w klasyfikacji w skuteczności wygrywanych wznowień: 68,97%
- Hokej na lodzie na Zimowych Igrzyskach Olimpijskich 2014 – turniej mężczyzn:
  - Trzecie miejsce w klasyfikacji asystentów turnieju: 4 asysty
- NHL (2013/2014):
  - Trzecie miejsce w klasyfikacji strzelców w sezonie zasadniczym: 61 asyst
- NHL (2014/2015):
  - Viking Award – nagroda dla najlepszego szwedzkiego zawodnika w lidze NHL
- NHL (2014/2015):
  - Pierwsze miejsce w klasyfikacji asystentów w sezonie zasadniczym: 60 asyst

## Inne informacje
- Występując na Mistrzostwach Świata 2006 został najmłodszym szwedzkim reprezentantem w historii turnieju mistrzowskiego.
- Jego ojciec Anders (ur. 1960) także był hokeistą (oraz trenerem)[7], a brat Kristoffer (ur. 1985) nadal jest hokeistą[8].